# Анголски колобус
Анголски колобус (лат. Colobus angolensis) је врста примата (Primates) из породице мајмуна Старог света (Cercopithecidae). 

## Распрострањење
Ареал анголског колобуса обухвата већи број држава. 
Врста има станиште у Анголи, Танзанији, Кенији, Бурундију, Републици Конго, ДР Конгу, Руанди, Уганди, Замбији, Малавију и Мозамбику.

## Станиште
Станишта врсте су шуме и речни екосистеми. 
Врста је по висини распрострањена до 2.415 метара надморске висине. 

## Подврсте
- Colobus angolensis angolensis
- Colobus angolensis cordieri
- Colobus angolensis cottoni
- Colobus angolensis palliatus
- Colobus angolensis prigoginei
- Colobus angolensis ruwenzorii

## Угроженост
Ова врста је наведена као последња брига, јер има широко распрострањење и честа је врста.